# Isaías
Isaías es un nombre propio masculino teofórico de origen hebreo (ישעיהו Ysa'yahu - ישעיה Yesa'yah, en griego:Ησαΐας Esaias) y significa «salva Yahveh». Isaiah es una variante sajona del nombre Isaías. Se ha extendido en la cultura occidental debido a la influencia del cristianismo.

## Origen
Isaías, profeta mayor de Reino de Judá bajo los reinos de Uzías, Jotam, Acaz y Ezequías (Isaías 1:1 - 6:1 – 7:3 – 14:28 -20:1 – 2:36 al 39); a él se atribuye uno de los libros de la Biblia, que forma parte del Antiguo Testamento, el Libro de Isaías.

## Variantes
| Variantes en otros idiomas | Variantes en otros idiomas |
| -------------------------- | -------------------------- |
| Español                    | Isaías                     |
| Alemán                     | Jesaja                     |
| Árabe                      | أشعياء                     |
| Catalán                    | Isaïes                     |
| Checo                      | Izajáš                     |
| Croata                     | Izaija                     |
| Finés                      | Jesaja                     |
| Francés                    | Isaïe                      |
| Griego                     | Ησαΐας                     |
| Hebreo                     | ישעיהו                     |
| Holandés                   | Jesaja                     |
| Húngaro                    | Ézsaiás                    |
| Inglés                     | Isaiah                     |
| Irlandés                   | Íseáia                     |
| Italiano                   | Isaia                      |
| Lituano                    | Izaijas                    |
| Polaco                     | Izajasz                    |
| Portugués                  | Isaias                     |
| Rumano                     | Isaia                      |
| Ruso                       | Исаия                      |
| Turco                      | İşaya                      |

## Santoral
La celebración del santo de Isaías se corresponde con el día 6 de julio.